# Gemeindeverwaltungsverband „Oberes Zabergäu“
Der Gemeindeverwaltungsverband „Oberes Zabergäu“ ist ein Gemeindeverwaltungsverband (GVV) im westlichen Zabergäu im Landkreis Heilbronn in Baden-Württemberg. Er wurde nach Abschluss der baden-württembergischen Kreis- und Gemeindereform zum 1. Januar 1975 gegründet. Mitglieder des Verbandes sind die Stadt Güglingen und die zaberaufwärts gelegenen Gemeinden Pfaffenhofen und Zaberfeld; der Sitz des Verbandes ist Güglingen. Der Gemeindeverwaltungsverband übernimmt für die Mitgliedsgemeinden zahlreiche Aufgaben, entweder in deren Namen für die Mitgliedsgemeinden oder in eigener Zuständigkeit anstelle der Mitgliedsgemeinden. So ist er beispielsweise Träger der Nachbarschaftshauptschule mit Werkrealschule (Katharina-Kepler-Schule) in Güglingen. Weitere Aufgaben sind u. a. Bauleitplanung, Abwasserreinigung, Naherholung (Wasserrückhaltebecken und Badesee Katzenbachsee) und Archivwesen.
Hauptorgan des Verbandes ist die Verbandsversammlung. Die drei Mitgliedsgemeinden entsenden ihre Bürgermeister in die Versammlung sowie je angefangene 1000 Einwohner einen weiteren Vertreter, so dass die Versammlung derzeit (Wahlperiode 2004 bis 2009) insgesamt 17 Mitglieder hat, neben den drei Bürgermeistern 14 weitere Mitglieder (7 aus Güglingen, 3 aus Pfaffenhofen, 4 aus Zaberfeld), die von den jeweiligen Gemeinderäten aus ihrer Mitte gewählt werden.
Weiteres Organ des Gemeindeverwaltungsverbandes ist der Verbandsvorsitzende (mit zwei Stellvertretern), derzeit (Juni 2008) der Güglinger Bürgermeister Klaus Dieterich.